# Хоу-минь
Хоу-минь (晉侯緡) — 17-й правитель царства Цзинь в эпоху Чуньцю по имени Цзи Минь (姬小子). Сын Ао-хоу, младший брат Ай-хоу. Наследовал трон по приказу чжоуского Хуань-вана (周桓王) после того как законный наследник, сын Ай-хоу Сяоцзы-хоу был убит цюйвоским Чэном. Правил с704 по — 678 год до н. э.
В 678 году до н. э. цюйвоский Чэн опять напал на царство Цзинь, убил Хоу-миня, а все сокровища дома Цзинь преподнёс чжоускому Си-вану (周釐王/周僖王). Тот утвердил его правителем царства Цзинь, ввел его в число чжухоу с почётным рангом гун.